# فابريسيو كولوتشيني
فابريسيو كولوتشيني (بالإسبانية: Fabricio Coloccini) (مواليد 22 يناير 1982 في قرطبة) لاعب كرة قدم أرجنتيني دولي يجيد اللعب في خط الدفاع . يلعب حاليا لصالح نادي نيوكاسل يونايتد الإنجليزي من سنة 2008 .

## سيرة اللاعب
بوكا جونيورز
بدأ كولوتشيني مسيرته مع فريق الشباب في ارجنتينوس جونيورز، إلا أن مشواره مع الاحتراف بدأ في عام 1998 مع بوكا جونيورز. لعب مبارتيين في الدوري، وكلاهما من على مقاعد البدلاء. و سجل في مباراته الثانية (والأخيرة) في التعادل 2-2 مع أونيون دي سانتا في.
ميلان
في عام 1999، في نهاية الدوري الأرجنتيني، قال انه انتقل إلى ميلان الإيطالي.
وكان كولوتشيني مركز جدل بين بوكا وميلان، وذلك لأن الانتقال من الأرجنتين إلى إيطاليا لم يكن متفق عليه بين الناديين.
بدلا من ذلك، رتب ميلان مع والد كولوتشيني (أيضا لاعب كرة القدم سابق)، لكي يمارس حقوقه الأبوية لنقل القاصر من الأرجنتين.
بعد ذلك، أمر الفيفا ميلان بدفع تعويضات بوكا.
ديبورتيفو لاكورونا
بعد أن ظهر مرة واحدة فقط لميلان رسميا، انضم كولوتشيني إلى ديبورتيفو لاكورونيا في يناير 2005، بصفقة مدتها ست سنوات.
خلال ثلاث سنوات ونصف قضاها، ظهر في جميع المباريات خلال موسم 2007-08 و سجل أربعة أهداف، كانت جيدة بما فيه الكفاية للحصول على كأس الإنترتوتو.
 نيوكاسل يونايتد
انضم كولوتشيني إلى نيوكاسل يونايتد بعقد مدته خمس سنوات في أغسطس 2008 مقابل رسوم تصل إلى 10.3 مليون جنيه استرليني.
بعد ذلك بيومين، شارك لأول مرة ضد حامل لقب بطل الدوري مانشستر يونايتد، ولعب 90 دقيقة في التعادل 1-1.
منذ البداية، كان كولوتشيني واحد من الاعبين الأكثر أهمية في تشكيلة نيوكاسل.
في 8 يوليو 2011، تمت تسمية كولوتشيني قائدا نيوكاسل لموسم 2011-12.
وكانت شراكته مع ستيفين تايلور مميزة وواحدة من أكثر شركات الدفاع قوة في الدوري الإنجليزي الممتاز، حيث لم يدخل مرمى الفريق إلا 8 أهداف فقط في 11 مباراة الأولى.
المسيرة الدولية
وكان كولوتشيني جزءا من منتخب الأرجنتين تحت 20 عاما الذي فاز في بطولة شباب كأس العالم عام 2001، وكذلك المنتخب الذي فاز بالميدالية الذهبية في دورة الألعاب الأولمبية الصيفية لعام 2004.
مع الفريق الأول، لعب لأول مرة في عام 2003 وشارك لأول مرة في كأس القارات عام 2005، وسجل هدف واحد في المباراة ضد الكاميرون.
في كأس العالم لكرة القدم 2006، لعب كولوتشيني في مباراتين، كبديل ضد هولندا، وبدء ضد ألمانيا في الدور ربع النهائي.